# Вандермиссен, Ги
Ги Вандермиссен (фр. Guy Vandersmissen, род. 25 декабря 1957, Тонгерен, Лимбург) — бельгийский футболист, игравший на позиции полузащитника. Наиболее известен по выступлениям за льежский «Стандард». Участник чемпионата мира 1982 года в составе национальной сборной Бельгии.

## Клубная карьера
Ги Вандермиссен был воспитанником льежского «Стандарда». В сезоне 1977/1978 клуб решил отдать молодого игрока в аренду в клуб четвёртого дивизиона «Стад Вареммьен». После этого полузащитник вернулся в Льеж, где дебютировал на высшем уровне под руководством тренера Робера Васежа. В следующие два сезона его место занял успешный австрийский тренер Эрнст Хаппель, и Вандермиссен стал постоянным игроком стартового состава.
В 1981 году он выиграл кубок со «Стандардом». В 1982 году «Стандард» выиграл первый за более чем десять лет национальный титул, победив «Ватерсхей» в титульном матче. Несколько дней спустя Вандермиссен забил «Барселоне» в финале Кубка обладателей кубков, однако в итоге бельгийский клуб проиграл матч со счетом 2:1.
Год спустя Вандермиссен и его товарищи по команде стали чемпионами во второй раз подряд. Однако в 1984 году выяснилось, что в 1982 году «Стандард» подкупил игроков «Ватерсхей». Дело о взяточничестве было раскрыто следственным судьей Ги Беллемансом. Вандермиссен, как и тренер команды Раймон Гуталс и львиная доля игроков, был дисквалифицирован Королевской бельгийской футбольной ассоциацией, на 9 месяцев. В отличие от многих своих (бывших) товарищей по команде, Ги остался верен «Стандарду» и не стал искать нового работодателя. Со временем Вандермиссен, которого всё чаще использовали в качестве плеймейкера, получил капитанскую повязку. В конце 1980-х годов он дважды подряд доходил до финала кубка со «Стандардом», но каждый раз проигрывал «Андерлехту», тренером которого в то время работал Гуталс.
Казалось, что Вандермиссен завершит карьеру в «Стандарде», но в 1991 году опытный полузащитник был вынужден покинуть команду в связи с сложностями в переговорах о продлении контракта и угрозой потери места в стартовом составе. Новым клубом Ги стал «Жерминаль-Экерен», где он воссоединился с бывшими товарищами по команде Йосом Дарденом и Симоном Тахамата. Вандермиссен начал сезон 1992/1993 в «Жерминале Экерене», но покинул клуб и перешёл в «Моленбек» в августе 1992 года. Несмотря на свой возраст, он быстро стал бесспорным лидером и капитаном. На протяжении многих лет его также регулярно использовали в качестве либеро. В сезоне 1997/1998 клуб уволил тренера Даниеля Рендерса. 22 июля 1997 года Вандермиссен, который всё ещё был активным игроком, возглавил команду, однако по итогам сезона 41-летний играющий тренер не смог помешать «Моленбеку» вылететь во второй дивизион. После вылета Вандермиссен завершил игровую карьеру и продолжил работу тренером, однако 13 декабря 1998 года был уволен из клуба.
После игровой карьеры Вандермиссен начал работать футбольным агентом. Вместе с сыном Кристофом он основал компанию NV Sporting Management, которая в 2011 году была переименована в Cherry Sports. Он был агентом Симона Миньоле, Бенито Рамана, Стефа Петерса и других игроков.

## Карьера в сборной
В 1982 году Вандермиссен был включён национальным тренером Ги Тисом в заявку сборной Бельгии на чемпионат мира в Испании, несмотря на то, что до этого ни разу не сыграл ни одного матча за сборную. Официально дебютировал за «красных дьяволов» в стартовом матче против действующего чемпиона мира Аргентины, который был выигран со счётом 1:0. Бельгия покинула турнир на стадии второго раунда, а сам Вандермиссен провёл на поле четыре матча из пяти.
Из-за дела Беллеманса многие игроки «Стандарда», в том числе Вандермиссен, пропустили отбор на чемпионат Европы 1984 года. Хотя большинство из них вернулись в сборную почти сразу после отбытия дисквалификации, Вандермиссену потребовалось время до 1986 года, прежде чем его снова вызвали. 19 февраля 1986 года Тис позволил ему выйти в стартовом составе в товарищеском матче против Испании. Однако Бельгия проиграла этот матч со счётом 3:0, а Вандермиссена уже в перерыве заменил Даниэль Вейт. В конечном итоге несколько месяцев спустя Ги не вошёл в заявку сборной на чемпионат мира 1986 года.
В 1987 году Тис ещё дважды вызывал Вандермиссена. 23 сентября 1987 года он сыграл свой последний международный матч за «красных дьяволов». Полузащитник вышел на замену вместо Энцо Шифо на 72-й минуте отборочного матча чемпионата Европы против Болгарии, который был проигран со счётом 2:0. В течение карьеры в национальной сборной, которая продолжалась 6 лет, провёл в её форме 17 матчей.

## Достижения
«Стандард» (Льеж)
- Чемпион Бельгии (2): 1981/1982, 1982/1983
- Обладатель Кубка Бельгии: 1980/1981
- Обладатель Суперкубка Бельгии (2): 1981, 1983